# Dekanat Żarnowiec
Dekanat Żarnowiec – jeden z 24 dekanatów katolickich archidiecezji gdańskiej, obejmujący obszar gminy Krokowa oraz części gmin Puck i Władysławowo. 

## Parafie
W skład dekanatu wchodzi 8 parafii:
1. Parafia MB Królowej Polski w Tyłowie – Tyłowo 11
2. Parafia Niepokalanego Poczęcia Najświętszej Maryi Panny w Ostrowie – Ostrowo, ul. Zabytkowa 2
3. Parafia Niepokalanego Serca Najświętszej Maryi Panny w Leśniewie – Leśniewo, ul. Kościelna 12
4. Parafia św. Antoniego Padewskiego w Karwi – Karwia, ul. Kolorowa 2
5. Parafia św. Ignacego Loyoli i św. Andrzeja Boboli w Jastrzębiej Górze – Jastrzębia Góra, ul. Piastowska 14
6. Parafia św. Katarzyny Aleksandryjskiej w Krokowej – Krokowa, ul. Wejherowska 1
7. Parafia św. Michała Archanioła w Starzynie – Starzyno, ul. Długa 17
8. Parafia Zwiastowania Pana w Żarnowcu – Żarnowiec, ul. Klasztorna 3

## Kościoły filialne
- Parafia Niepokalanego Poczęcia Najświętszej Maryi Panny w Ostrowie
  - Kaplica Niepokalanego Poczęcia NMP – Ostrowo, ul. Zabytkowa 2
- Parafia Zwiastowania Pana w Żarnowcu
  - Kościół św. Augustyna Biskupa w Nadolu – Nadole (kościół rektorski)

## Sąsiednie dekanaty
Gniewino (diec. pelplińska), Luzino, morski, Puck, Wejherowo